# Lorrainedreef

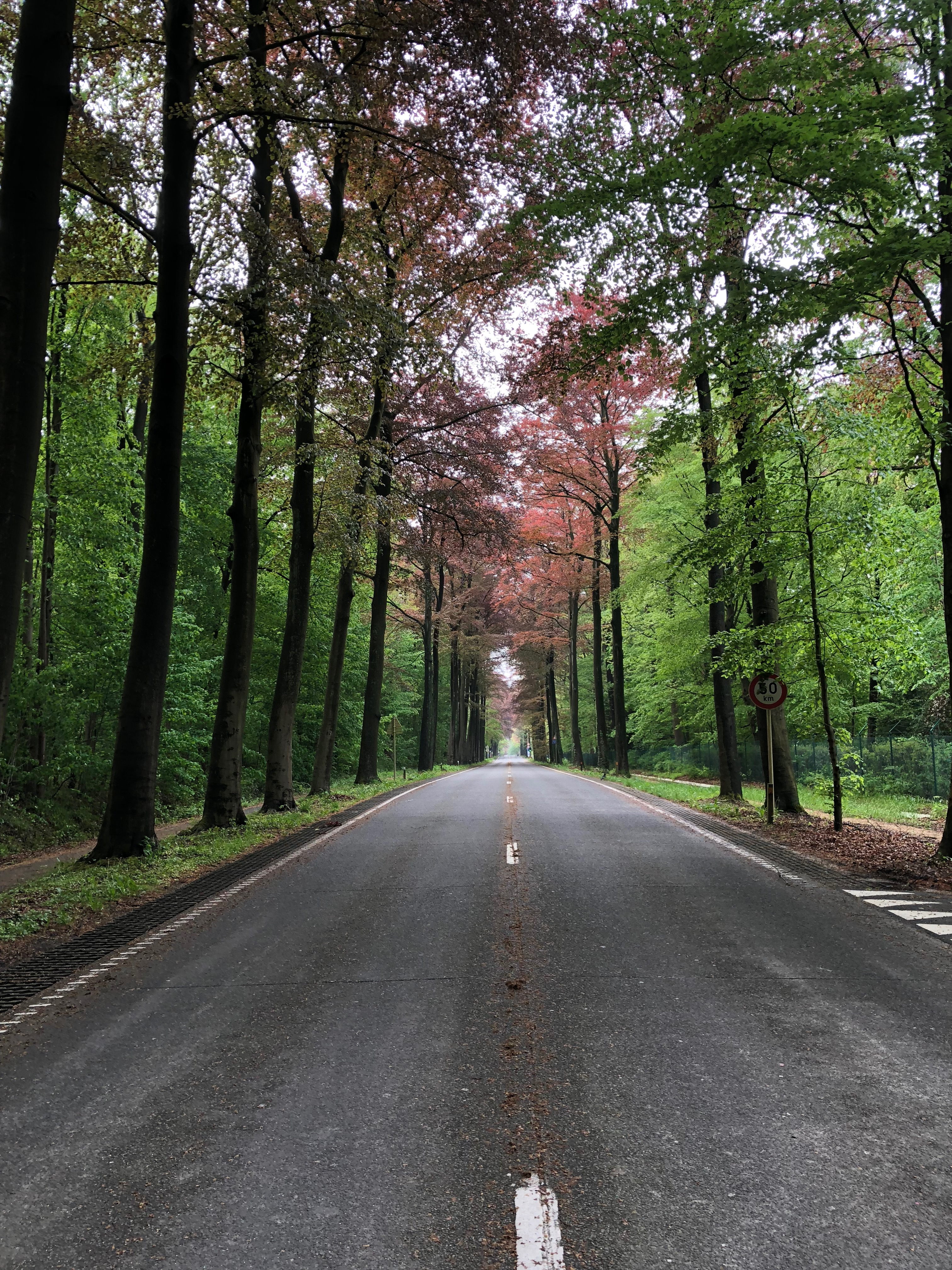
Lorrainedreef

De Lorrainedreef (Frans: Drève de Lorraine) is een weg in de Brusselse gemeente Ukkel en de aansluitende gemeente in de Brusselse zuidrand Sint-Genesius-Rode.

## Locatie en toegang
De Lorrainedreef is een brede dreef, omzoomd met rode beuken, van zeven kilometers lang, door het Zoniënwoud van het Ter Kamerenbos in zuidwaartse richting, de Tweebergenweg en de Sint-Hubertusdreef kruisend, naar de Brassinelaan toe in Sint-Genesius-Rode. De weg is een belangrijke verkeersader in het zuiden van het Gewest en verbindt het Ter Kamerenbos met het zuidelijke gedeelte van de Grote Ring rond Brussel. Ter hoogte van het kruispunt van de  Lorrainedreef met de Tweebergenweg zou het hoogste punt van Ukkel en het Brussels Hoofdstedelijk Gewest liggen.

## Oorsprong van de naam
De weg werd genoemd naar Karel van Lotharingen, ook bekend als Karel van Lorreinen, landvoogd van de Oostenrijkse Nederlanden (van 1741 tot 1744 en van 1749 tot 1780).